# Narciso Martín Mora Díaz
Narciso Martín Mora Díaz (* 1942) ist ein ehemaliger kubanischer Botschafter.

## Leben
Im Jahr 1962 wurde Narciso Martin Mora Díaz als Geschäftsträger in Brasília und ein Jahr später in Accra, Ghana eingesetzt. Von 1970 bis 1971 war er Ministre plénipotentiaire und Geschäftsträger in Madrid, wo sich Angehörige des im Vietnamkonflikt vermissten Gordon Samuel Perisho (* 1936; 31. Dezember 1967) U.S.N. aus Quincy (Illinois) an ihn wandten.
Einige Jahre später wurde Díaz von Juli 1976 bis 25. Januar 1983 als Botschafter in Maputo, Mosambik eingesetzt und sowohl bei der Regierung in Luanda (Angola) als auch ab 1979 mit Amtssitz in Maputo bei der Regierung in Maseru, Lesotho akkreditiert. Weitere Verwendungen als Botschafter folgten dann vom 28. November 1985 bis zum 21. September 1988 in Warschau, ab 1994 in Stockholm, dem 8. Januar 1996 in Helsinki und von 1999 bis 2007 in Lusaka, Sambia, wo er zeitgleich bei der Regierung in Harare akkreditiert war.